# Marco Márcio Mácer
Marco Márcio Mácer (em latim: Marcus Marcius Macer) foi um senador romano da gente Márcia nomeado cônsul sufecto para o nundínio de maio a junho de 100 com Caio Cílnio Próculo. Em 95 foi nomeado curator viae Appiae. Três anos depois, foi legado augusto propretor da Dalmácia. Antes de seu consulado foi também procônsul da Hispânia Bética.